# AEG 娛樂人氣王
《AEG 娛樂人氣王》 頒獎典禮，前身為《AEG Music Channel音樂排行榜頒獎典禮》，是香港網上媒體AEG Promotion Limited舉辦的音樂、電影、電視頒獎典禮，藉此表揚該年度在樂壇、電影、電視、網絡及舞台上有傑出成績的單位和藝人。首屆頒獎典禮於2022年舉行。

## 評審準則
「AEG娛樂人氣王」部份獎項特設公眾提名，公眾可透過提名，選擇心目中在該界別有傑出表現的心水選擇，得出最值得表揚的得獎名單。

## 歷屆頒獎典禮資料
| 屆數  | 日期           | 地點           |
| ----- | -------------- | -------------- |
| 第1屆 | 2022年12月10日 | 亞洲國際博覽館 |

## 歷屆主要獎項
頒獎禮共分電影、電視及音樂三個項目。

### 電影項目
- 最佳電影（範指在該年度香港上映的中文電影）
- 最佳男演員（範指在該年度香港上映電影的男藝人）
- 最佳女演員（範指在該年度香港上映電影的女藝人）
- 最佳新演員（範指在該年度第一次初拍電影及在電影內有指定角色之演員）

### 電視劇項目
- 最佳戲劇（範指在該年度上映的電視劇）
- 最佳男演員（範指在該年度戲劇中的男藝人）
- 最佳女演員（範指在該年度戲劇中的女藝人）
- 最佳新演員（範指在該年度第一次初拍電視劇及在電視劇內有指定角色之演員）
- 最佳綜藝節目（範指在該年度非戲劇節目）
- 最佳男主持（範指在該年度非戲劇節目中的男主持人）
- 最佳女主持（範指在該年度非戲劇節目中的女主持人）

### 音樂項目
- 最佳歌曲（範指在該年度推出的歌曲）
- 最佳新人（範指在該年度加入流行樂壇之歌手）
- 最觸目 MV（範指在該年度推出歌曲之 MV）

## 外部連結
- 官方網站（中文）